# 函館国際ホテル
函館国際ホテル（はこだてこくさいホテル）は、北海道函館市にあるホテル。外資系投資会社フォートレス・インベストメント・グループの所有。

## 沿革
- 1971年（昭和46年）：旧ニチロ（後のマルハニチロ）が本社跡地にホテル開業。
- 1995年（平成07年）：別館（現在の西館）完成[1]。
- 1997年（平成09年）：「函館国際ホテル 別館」として「函館市都市景観賞」受賞[2]。
- 2012年（平成24年）：マルハニチロホールディングスが函館国際ホテルの全株式を恵庭開発に売却[3][4]。
- 2016年（平成28年）：恵庭開発がフォートレス・インベストメント・グループに施設売却[5]。マイステイズ・ホテル・マネジメント（現：アイコニア・ホスピタリティ）による運営開始[6]。
- 2018年（平成30年）：東館の耐震補強・本館の建替工事竣工[7]、本館13Fに大浴場設置。

## 施設
客室
- 東館
  - スタンダードツイン (28 m²)
  - スーペリアファミリーツイン (33.5〜38 m²)
  - デラックスファミリーツイン (46 m²)
  - ジャパニーズファミリートリプル (35 m²)
  - スタンダードクイーンA (17〜21.5 m²)
  - スタンダードクイーンB (17〜21.5 m²)
  - アクセシブルツイン (51 m²)
- 本館
  - プレミアムツイン (27〜30.5 m²)
  - プレミアムジャパニーズツイン (27 m²)
  - プレミアムトリプル (30.5 m²)
  - プレミアムキング (27 m²)
- 西館
  - スタンダードダブル (19 m²)
  - スーペリアツイン (37 m²)
  - デラックスコーナーツイン (47 m²)
  - インペリアルスイート (120 m²)

レストラン
- 鉄板焼き VUEMER（ビュメール）
- 日本料理 松前
- Azalea（アゼリア）
- スカイラウンジ LE MONT GAGYU（ル・モン・ガギュー）
- ラウンジ Le HAVRE（ル・アーヴル）

宴会・会議
- 天平（鳳凰+白鳳） (861 m²)
- 鳳凰 (510 m²)
- 白鳳 (302 m²)
- 高砂（末広+青柳） (513 m²)
- 末広 (240 m²)
- 青柳 (240 m²)
- アクアマリン（A+B+C） (156 m²)
- アクアマリンA (61 m²)
- アクアマリンB (56 m²)
- アクアマリンC (39 m²)
- スカイバンケット (148 m²)
- サンゴ (47 m²)
- ルビー (45 m²)
- パール (40 m²)
- ミーティングルームA・B・C (各17 m²)
- ミーティングルームD・E (各18 m²)
- ブライズルームA・B (各24 m²)

ブライダル
- チャペル

その他
- ホテルショップ モンモランシー
- ブライダルハウスBiBi[8]
- 天然温泉展望大浴場「汐見の湯」[9]

## アクセス
- 函館駅・函館駅前バスターミナルから徒歩約8分
- 函館空港から車で約20分。函館タクシー（函館帝産バス） 函館空港連絡バス「函館国際ホテル」停留所
- 函館フェリーターミナルから車で約20分